# Proto-turc
Le proto-turc, ou proto-turcique, est la reconstruction linguistique de l'ancêtre commun des langues turciques qui était parlé par les Proto-Turcs avant leur divergence en divers peuples turciques. Le proto-turc s'est divisé en deux branches : oghour (ouest) et turc commun (est). Une estimation postule que le proto-turc a été parlé il y a 2500 ans en Mongolie, en Asie de l'Est. 
Dybo suggère que la branche nord a migré régulièrement de l'ouest de la Mongolie à travers le sud du Turkestan oriental (Xinjiang) vers la Dzoungarie du nord, puis finalement dans le Jetyssou du Kazakhstan jusqu'au Ve siècle.